# Новосілля (Вараський район)
Новосі́лля — село в Україні, у Локницькій сільській громаді Вараського району Рівненської області.
Населення станом на 1 січня 2007 року становить 164 осіб.
Попередня назва Ливінча.

## Історія
В двох кілометрах на південний схід від центру сільської Ради на правому березі річки Веселухи розташувалося засноване в польський період паном Храпинського маєтку село Ливінча (теперішня назва Новосілля). Старожил Бокій Архип Іванович, 1911 року народження, який кілька років тому помер, встиг повідати, що створення поселення з одного десятка хат пов'язане з розпорядженням храпинського пана про покарання найнеслухняніших жителів села Храпин: переселити їх на відстань близько трьох кілометрів вліво від його маєтку. Переселенці, відвоювавши у лісу й болота невелику галявину, збудували невеличкі дерев'яні хатини. Старожили з села Храпин також підтверджують факт створення вихідцями з їхнього села з лівого боку від панського маєтку поселення з назвою Ливінча. Утворення його як дочірнього поселення села Храпин засвідчує сучасна ідентичність мови, менталітету та способу господарювання теперішніх новосельців (ливончан) і храпинців.

## Населення
За переписом населення 2001 року в селі мешкало 157 осіб, 100 % населення вказали своєї рідною мовою українську мову.